# حالة ثرموديناميكية
حالة ثرموديناميكية في الكيمياء (بالإنجليزية:thermodynamic state) (أو حالة حركة حرارية) هي عدة خواص نظام ثرمويناميكي يجب تعيينها في صيغة قيم محددة وصف النظام بدقة. وتسمى أي من تلك الكميات «متغير للحالة» أو «أحداثية للحالة» أو «متغير ثرموديناميكي». مثال على ذلك تغير درجة حرارة النظام أو تغيير حجمه أو تغيير ضغطة: كل تلك الإحداثيات هي متغيرات لحالة النظام، ومعترفتها بالضبط يتيح لنا معرفة «حالة النظام» بدقة.
بتعيين عدد معين من المتغيرات الثرموديناميكية لنظام تساعدنا على تعيين جميع خواصه الأخرى. وهذا العدد للخواص أو المتغيرات الواجب تعيينها للنظام لوصف حالته بدقة يعتمد على نوع النظام.

## دالة حالة
تسمى دالة الحالة لنظام أيضا «متغير ثرموديناميكي» أو «كمية للحالة» وهي تصف الحالة اللحظية لنظام حركة حرارية (ثرموديناميكي). وهذا بصرف النظر عن خط السير الذي يتحول النظام خلاله من حالة إلى حالة أخرى، أي لا يعتمد على أسبقية التغييرات وتتابع المراحل الوسطية، أي يعتمد فقط على «الحالة الابتدائية» و «الحالة النهائية» للنظام بصرف النظر عن الطريق والحالات الوسطية بينهما. وهذ معناه أن أي تغير صغير جدا يحدث للنظام يشكل رياضيا تفاضل كامل.
أمثلة على تلك المتغيرات: الضغط ودرجة الحرارة، حجم الغاز وإنتروبيا، وغيرها.
وتوجد عدة رسوم بيانية توضح اعتماد متغيران على بعضهما البعض، مثل تغير الضغط بتغير الحجم (مخطط الضغط والحجم) أو تغير الإنتروبيا بتغير درجة الحرارة (مخطط درجة الحرارة والإنتروبي).
ولتحديد حالة نظام ما، أي تحديد نقطة علي رسم بياني يمثل خواص النظام عندي أي لحظة، يجب معرفة على الأقل خاصيتين مستقلتين من خواص المادة الشغالة مثل:
- (P,v).
- (P,T).
- (T,v).

حيث:
- P: يرمز إلي الضغط.
- T: يرمز إلي درجة الحرارة.
- v: يرمز إلي الحجم.

ويشترط أن يكون النظام في حالة اتزان.

## حالة التوازن
من طبيعة الأنظمة في الطبيعة أن نجدها متغيرة ومعقدة، ولكن أحيانا نستطيع وصف نظام ما عن طريق تقريبه إلى حالة مثالية أو شبه مثالية بحيث تستطيع وصفه بدرجة معينة من الدقة ولكن لا يصل هذا الوصف إلى الوصف التام الكامل. ومن تلك الحالات هي حالة نظام في حالة توازن حيث يكون فيها النظام مستقرا. وتدلنا المشاهدة على أن الحركة الحرارية في نظام تصل إلى حالة توازن تستقر فيها عندما تترك لحالها ولا يؤثر عليها مؤثر من الخارج.
مثال على ذلك عندما نصب ماء ساخنا في قارورة تحتوي على ماء بارد تحدث عملية خلط بين الماء الساخن والبارد وتتكون في النظام أجزاء ساخنة وأجزاء لا زالت باردة، ولكن بعد فترة من الزمن يكتمل الاختلاط ويستقر النظام في «حالة توازن» تكون فيها جميع أجزاء السائل (النظام) في درجة حرارة متساوية.

## النظام المغلق البسيط
من أمثلة إمكانية وصف نظام بدقة حالة نظام مغلق بسيط يوجد في حالة توازن. فالنظام المغلق البسيط يشكل حالة مثالية للنظام لا يحدث فيه تبادل داخلي للحرارة ولا توجد به موانع تفصل أجزاءة عن بعضها البعض، وفي نفس الوقت لا تؤثر عليه أي قوى أو حرارة من الخارج.
وبالمشاهدة يستطيع العلماء وصف حالة النظام المستقر في حالة توازن بدقة عن طريق تعيين متغيرين اثنين مثل درجة الحرارة والضغط، وكمية المواد في النظام. وبناء على ذلك فيمكن تعيين صفات للنظام مثل الكثافة والحرارة النوعية، والتوصيل الحراري، واللزوجة وإنثالبي وإنتروبيا بدقة كاملة وبطريقة متكررة لا تختلف نتائج تجربة عن تجربة تالية على أساس ثبات درجة الحرارة وثبات الضغط.

## كميات وخواص

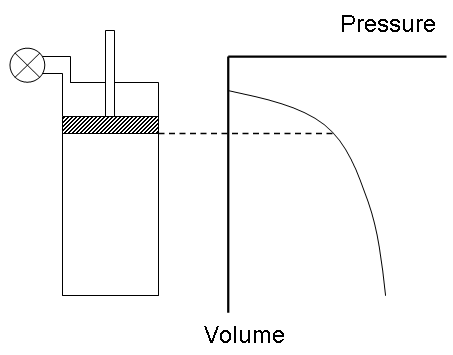
تغير الحجم بتغير الضغط ، (أو العكس).

لوصف حالة نظام وصفا تاما لا بد من تعيين عدة حواص أو كميات أو متغيرات له. أمثلة لتلك الكميات أو المتغيرات مثل الضغط والحجم أو درجة الحرارة أو كميات المواد. وتنقسم تلك الكميات بين خاصية مكثفة (لا تعتمد على كمية المادة) وخاصية شمولية (تعتمد على كمية المادة).
هذا التقسيم يعتبر أساسيا في الثرموديناميكا.
في الثرموديناميكا نقوم عادة برسم تغير كميتين بتغير أحدهما في رسم بياني تشكل فيه كل مزدوج من تلك القيم نقطة على الرسم البياني (مثل تغير حجم الغاز بتغير درجة الحرارة). تشكل كل نقطة على الرسم البياني هذا ما يسمى «فضاء الحالة»، وتشكل مجموع النقاط لمثل هذا الرسم البياني ما يسمى «خط الطور».
نفرق في الميكانيكا الإحصائية أو الثرموديناميكا الإحصائية بين الحالة العينية (تُرى بالعين macroscopic) والحالة الصغرية (حالة ميكرومترية microscopic). في الحالة العينية (الكبيرة) نقوم بتعيين مكان كل جسيم في الغاز مثلا وكذلك سرعته (أو زخم حركته) وتمثل كل حالة ميكرونية نقطة في «فضاء الطور». وتمثل الحالة العينية لنظام ببساطة «الحالة» وما نقصده بهذه الكلمة، فهي تعطي متوسط لقيم مثل: درجة الحرارة، والضغط والكثافة. وتنتمي جميع الحالات الصغرية والكميات التي تصفها إلى «الحالة العينية».
مثال بالعملة المعدنية
نجري التجربة التالية: 8 قروش، كل قرش له وجه K ووجهه الآخر Z ، نلقي بهم على المنضدة ونعد كم K وكم Z ؟
KZKKZZKK هي إحدى الحالات الصغرية (الممكنة) ل 5x K و 3x Z وعلى ذلك توجد بالكامل عدد {\displaystyle {8 \choose 3}=56} من الحالات الصغرية التي تنتمي إلى هذه الحالة العينية المكونة من 8 قروش. ويمكن الحصول على تلك النتيجة بإجراء التباديل والتوافيق للقرش التي لها وجهين مع الأخذ في الحسبان تتابع «نسر وكتابة» و «كتابة ونسر».